# Cortodera discolor
Коротунка різнобарвна (лат. Cortodera discolor (Fairmaire, 1886)) — вид жуків з родини Скрипунових.

## Поширення
Вид розповсюджений у Малій Азії.

## Підвиди
Виокремлюють 4 підвиди:
- Cortodera discolor ankarensis Danilevsky, 2015
- Cortodera discolor bitlisiensis Danilevsky, 2015
- Cortodera discolor discolor Fairmaire, 1866
- Cortodera discolor gumushanensis Danilevsky, 2015